# Projekt A - Piratpatrullen
Projekt A - Piratpatrullen (kinesiska: A計劃, "Plan A", "'A' gai waak"), är en Hongkongfilm från 1983, regisserad av Jackie Chan, som också spelar en av huvudrollerna. Ibland släppt under namnen Piratpatrullen, Projekt A och Jackie Chan's Project A. Filmen var Chans första film i Hongkong efter ett misslyckat försök att slå i Hollywood. En uppföljare gjordes 1987 (Project A Part II).

## Handling
Filmen utspelar sig i början av på 1900-talet i Hongkong. Jackie Chan spelar en marinkårspolis vid namn Dragon Ma Rulong, och har som uppgift att stoppa piraternas framfart. 

## Om filmen
Filmen innehåller en scen som inspirerats ifrån Upp genom luften med Harold Lloyd där Jackie Chan hänger i visarna på ett klocktorn.

## Skådespelare (i urval)
- Jackie Chan - Dragon Ma
- Sammo Hung - Zhuo Yi Fei
- Yuen Biao - Captain Chi's nephew
- Dick Wei - Lor Sam Pau
- Mars - Big Mouth
- Winnie Wong
- Po Tai - Tai
- Wu Long Cheung - VIP Club Bouncer
- Hoi San Lee - Captain Chi
- Wu Ma